# Uljana Nikolajewna Nigmatullina
Uljana Nikolajewna Nigmatullina (russisch Ульяна Николаевна Нигматуллина; engl. Transkription Uliana Nigmatullina; geb. Кайшева/Kaischewa; * 8. März 1994 in Moschga, Udmurtien) ist eine russische Biathletin.

## Karriere
Uljana Nikolajewna Nigmatullina nahm erstmals im Rahmen der Juniorenweltmeisterschaften 2013 in Obertilliach an internationalen Wettkämpfen teil. Bei diesen Weltmeisterschaften gewann sie im Sprint, in der Verfolgung, im Einzel und mit der Staffel. Damit gewann Nigmatullina alle Rennen ihrer Altersklasse. Bei den Junioreneuropameisterschaften desselben Jahres gewann sie das Sprintrennen und wurde in der Verfolgung Zehnte.
Im nächsten Jahr gewann sie bei den Junioreneuropameisterschaften, nach einem 27. Platz im Einzel, beim Sprintrennen Bronze und in der anschließenden Verfolgung Silber. Mit der russischen Staffel konnte sie ebenfalls Silber gewinnen. In Presque Isle gewann sie bei den Juniorenweltmeisterschaften Bronze im Einzel und mit der Staffel Silber. Zum Ende der Saison startete Nigmatullina erstmals im IBU-Cup und wurde mit der Mixed-Staffel Sechste.
Im Sommer desselben Jahres gewann sie außerdem noch bei den Junioren-Sommerbiathlon-Weltmeisterschaften Bronze im Sprint und wurde in der folgenden Verfolgung Siebte.
In der Saison 2014/15 startete Uljana Nigmatullina bei drei Sprintrennen des IBU-Cups und wurde einmal Vierte und einmal Siebte. Bei den Junioreneuropameisterschaften 2015 wurde sie im Einzel Fünfte, gewann Bronze im Sprint, Silber in der Verfolgung und Gold mit der Staffel. Bei den anschließenden Juniorenweltmeisterschaften konnte sie mit der Staffel Silber gewinnen und erreichte im Einzel den sechsten Platz.
Zu Beginn der Saison 2015/16 wurde Nigmatullina in beiden Sprintrennen in Idre Zweite. Im italienischen Ridnaun gewann sie zusammen mit Wiktorija Sliwko, Matwei Jelissejew und Alexei Wolkow in der Mixed-Staffel ihr erstes Rennen im IBU-Cup.
Anschließend erreichte sie bei ihrem ersten Weltcupeinsatz im Sprint den 62. Platz. Ein erneuter Podestplatz gelang ihr im IBU-Cup in dieser Saison nicht mehr, sie wurde allerdings zweimal Vierte und belegte am Ende der Saison den 17. Platz in der Gesamtwertung.
Nigmatullina konnte mit der russischen Mixed-Staffel zu Beginn der Saison 2016/17 ihren Sieg verteidigen. Nachdem sie dann im Sprint Zweite wurde gewann sie das Verfolgungsrennen in Ridnaun. Dies war ihr erster Einzelsieg im IBU-Cup. Aufgrund ihrer guten Ergebnisse startete Nigmatullina im Januar 2017 im Weltcup und wurde bei den ersten beiden Rennen in Oberhof jeweils 27. und gewann damit ihre ersten Weltcup-Punkte. In Ruhpolding lief sie erneut in beiden Einzelrennen in die Punkte und erreichte mit der Staffel den 13. Rang. In Antholz wurde sie im Einzel 47. und konnte sich somit nicht für den Massenstart qualifizieren.
Nach ihrem Einsatz im Weltcup startete sie für die restliche Saison wieder im IBU-Cup. Dort erreichte sie erneut zwei Podestplätze und wurde in der Gesamtwertung Vierte. Bei den Sommerbiathlon-Weltmeisterschaften 2017 gewann sie mit Swetlana Slepzowa, Alexei Wolkow und Anton Schipulin das Mixed-Staffelrennen.
Der Start in die Saison 2017/18 des IBU-Cups war mit einem Sieg im ersten Rennen der Saison erfolgversprechend. Im zweiten Sprint wurde Nigmatullina dann 14., konnte aber wieder mit der Mixed-Staffel gewinnen. In der Lenzerheide gewann sie sowohl Sprint als auch Verfolgung. In Obertilliach gelang ihr mit einem dritten Platz im Sprint ihre vierte Podestplatzierung im sechsten Einzelrennen der Saison. Der zweite Doppelsieg der Saison gelang ihr in Osrblie, dort gewann sie beide Sprintrennen. Wie im letzten Jahr startete sie wieder in Ruhpolding und in Antholz im Weltcup, verfehlte die Punkteränge aber deutlich.
Bei den Olympischen Winterspielen 2018 in Pyeongchang nahm sie als olympische Athletin aus Russland teil. Außer Nigmatullina war nur Tatjana Akimowa als Biathletin vom Internationalen Olympischen Komitee eingeladen worden.
Ihr bestes Einzelergebnis erreichte sie mit einem 24. Platz im Einzel. Die russische Mixed-Staffel wurde Neunte. Neben Nigmatullina und Akimowa starteten Matwei Jelissejew und Anton Babikow in der Mixed-Staffel.
Beim Mixed-Staffel-Rennen in Kontiolahti wurde Nigmatullina dann Vierte. In Oslo erreichte sie das erste Mal die Top Ten in einem Weltcuprennen. Im Sprint und in der Verfolgung wurde sie Achte. Beim Weltcupfinale in Tjumen erreichte sie im Sprint und in der Verfolgung den 25. Platz. In der Gesamtwertung des Weltcups erreichte sie den 48. Rang.

## Statistik

### Weltcupsiege
| Nr. | Datum         | Ort     | Disziplin       |
| --- | ------------- | ------- | --------------- |
| 1.  | 10. Jan. 2021 | Oberhof | Mixed-Staffel 1 |
| 2.  | 24. Jan. 2021 | Antholz | Staffel 2       |

### Weltcupplatzierungen
Die Tabelle zeigt alle Platzierungen (je nach Austragungsjahr einschließlich Olympische Spiele und Weltmeisterschaften).
- 1.–3. Platz: Anzahl der Podiumsplatzierungen
- Top 10: Anzahl der Platzierungen unter den ersten zehn (einschließlich Podium)
- Punkteränge: Anzahl der Platzierungen innerhalb der Punkteränge (einschließlich Podium und Top 10)
- Starts: Anzahl gelaufener Rennen in der jeweiligen Disziplin
- Staffel: inklusive Mixed- und Single-Mixed-Staffeln

| Platzierung            | Einzel | Sprint | Verfolgung | Massenstart | Staffel | Gesamt |
| ---------------------- | ------ | ------ | ---------- | ----------- | ------- | ------ |
| 1. Platz               |        |        |            |             | 2       | 2      |
| 2. Platz               |        |        |            |             | 1       | 1      |
| 3. Platz               |        |        |            |             |         |        |
| Top 10                 | 2      | 1      | 2          | 2           | 13      | 20     |
| Punkteränge            | 6      | 16     | 13         | 4           | 17      | 56     |
| Starts                 | 9      | 27     | 17         | 4           | 17      | 74     |
| Stand: 10. Januar 2022 |        |        |            |             |         |        |

### Olympische Winterspiele
|                                             | Einzelwettbewerbe | Einzelwettbewerbe | Einzelwettbewerbe | Einzelwettbewerbe | Staffelwettbewerbe | Staffelwettbewerbe |
| Einzel                                      | Sprint            | Verfolgung        | Massenstart       | Damenstaffel      | Mixedstaffel       |                    |
| ------------------------------------------- | ----------------- | ----------------- | ----------------- | ----------------- | ------------------ | ------------------ |
| Olympische Winterspiele 2018 \| Pyeongchang | 24.               | 33.               | 52.               | –                 | –                  | 9.                 |

### Weltmeisterschaften
|                                                | Einzelwettbewerbe | Einzelwettbewerbe | Einzelwettbewerbe | Einzelwettbewerbe | Staffelwettbewerbe | Staffelwettbewerbe |
| Einzel                                         | Sprint            | Verfolgung        | Massenstart       | Damenstaffel      | Mixedstaffel       |                    |
| ---------------------------------------------- | ----------------- | ----------------- | ----------------- | ----------------- | ------------------ | ------------------ |
| Biathlon-Weltmeisterschaften 2019 \| Östersund | 60.               | –                 | –                 | –                 | 5.                 | –                  |
| Biathlon-Weltmeisterschaften 2021 \| Pokljuka  | 24.               | 36.               | 29.               | –                 | 11.                | 9.                 |

### Jugend- und Juniorenweltmeisterschaften
| Weltmeisterschaften | Weltmeisterschaften | Einzel | Sprint | Verfolgung | Staffel |
| Jahr                | Ort                 | Einzel | Sprint | Verfolgung | Staffel |
| ------------------- | ------------------- | ------ | ------ | ---------- | ------- |
| 2013                | Obertilliach        | 1.     | 1.     | 1.         | 1.      |
| 2014                | Presque Isle        | 3.     | 18.    | 5.         | 2.      |
| 2015                | Minsk               | 6.     | 12.    | 12.        | 2.      |